# Елбинг (Канзас)
Елбинг (енгл. Elbing) град је у америчкој савезној држави Канзас.

## Демографија
По попису из 2010. године број становника је 229, што је 11 (5,0%) становника више него 2000. године.
| Група             | 2000.       | 2010.       |
| Белци             | 203 (93,1%) | 227 (99,1%) |
| Афроамериканци    | 6 (2,8%)    | 0 (0,0%)    |
| Азијати           | 0 (0,0%)    | 0 (0,0%)    |
| Хиспаноамериканци | 6 (2,8%)    | 1 (0,4%)    |
| Укупно            | 218         | 229         |